# Listă de filme sovietice din 1946
- Filme sovietice din: 1945 — 1946 — 1947

Aceasta este o listă de filme produse în Uniunea Sovietică în 1946.
| Titlu              | Titlu original    | Regizor                            | Distribuție                        | Gen                | Note |
| ------------------ | ----------------- | ---------------------------------- | ---------------------------------- | ------------------ | ---- |
| 1946               |                   |                                    |                                    |                    |      |
| Batalionul de mare | Морской батальон  | Aleksandr Faințimmer, Adolf Minkin | Aleksandr Larikov, Maria Domașiova | dramatic de război |      |
| Munții în flăcări  | В горах Югославии | Abram Room                         |                                    |                    |      |